# Katharina Reiss
Katharina Reiss (17 de abril de 1923 - 16 de abril de 2018) foi uma linguista alemã e teórica da tradução.
Seus trabalhos são importantes no campo dos estudos da tradução. Em geral, ela é reconhecida como uma cofundadora da teoria do escopo.

## Vida
Katharina Reiss nasceu em Rheinhausen, uma pequena cidade na margem esquerda do Reno, oposta a Duisburgo, à qual, para fins administrativos, foi posteriormente incluída. Ela passou no exame final da escola ("Abitur" - traduzido livremente em fontes da língua inglesa como "diploma") em 1940 e passou a estudar entre 1941 e 1944 no Instituto de Tradução Simultânea ("Dolmetscher-Institut") da Universidade de Heidelberg, onde obteve seu primeiro diploma como "tradutora profissional". Ela lecionou no departamento de espanhol do instituto entre 1944 e 1970. Conciliou o trabalho docente, entre 1951 e 1954, com o estudo da Filologia, recebendo doutorado em 1954 por um trabalho sobre o autor-jornalista espanhol Leopoldo Alas (também conhecido como "Clarin").
Entre 1965 e 1970 ela chefiou o departamento de espanhol do instituto antes de se transferir para Würzburg, onde, em 1971, assumiu o cargo de Diretora Acadêmica do Seminário de Línguas Românicas. Reiss recebeu a habilitação (qualificação acadêmica superior) da Universidade de Mainz por seu trabalho de pesquisa e desenvolvimento envolvendo os chamados "tipos de texto operativos" ("zum operativen Texttyp"). Um ano depois, ela aceitou um contrato de ensino de estudos de tradução no campus da universidade em Germersheim, perto da fronteira com a Alsácia. Nessa época, ela já havia proferido palestras sobre a sua área de especialidade, os estudos de tradução, em conferências acadêmicas e eventos semelhantes em várias universidades na Alemanha, pelo menos desde 1967. Mais tarde, durante o primeiro semestre acadêmico de 1994 e o segundo de 1995, Reiss atuou como professora convidada em Viena, apresentando uma série de palestras sobre formação de tradutores e interpretação simultânea.
Katharina Reiss morreu em 16 de abril de 2018, um dia antes de completar 95 anos. Sua ex-aluna, Christiane Nord, contribuiu com um elogio fúnebre no qual descreveu Reiss como "uma professora rigorosa, mas justa, com um senso de humor muito sutil".

## Trabalho
Com quase 90 publicações e palestras em mais de 20 países, Katharina Reiss é uma das principais acadêmicas contemporâneas da ciência da Tradução. É reconhecida como co-fundadora, com Hans Vermeer, da chamada teoria do Escopo da tradução.
Visando estabelecer uma estrutura terminológica padrão para as Ciências da Tradução, em sua tese de cátedra ela propôs classificar cada texto a ser traduzido (“O Texto Operativo”) em um dos quatro tipos de texto. Extrapolando o modelo Organon de Karl Bühler, os textos devem ser diferenciados de acordo com suas respectivas funções, que ela define como “informativas”, “expressivas” ou “operativas”. Ela propõe um quarto tipo: “áudio-midial”, que abrange textos que se comunicam usando não apenas a linguagem, mas também algum outro método de comunicação, como acústico, gráfico ou outro tipo de técnica.

## Publicações selecionadas
- Möglichkeiten und Grenzen der Übersetzungskritik: Kategorien und Kriteren für eine sachgerechte Beurteilung von Übersetzungen . Munique, Hueber, 1971. Traduzido para o inglês por Erroll. F. Rhodes como crítica de tradução: os potenciais e limitações. Categorias e critérios para avaliação da qualidade da tradução . St. Jerome Publishing Ltd, 2000.[11] (tradução livre)
- (com Hans Vermeer) Grundlegung einer allgemeinen Translationstheorie . Tübingen, Niemeyer, 1984.